# Wereldkampioenschappen zwemmen 2005
Montreal was gastheer van de elfde editie van de Wereldkampioenschappen zwemmen langebaan (50 meter). Het toernooi werd gehouden in het Parc Jean Drapeau-complex, en duurde van zondag 24 juli tot en met zondag 31 juli 2005. Aan het toernooi deden in totaal 861 zwemmers (500 mannen en 361 vrouwen) mee.
Nederland werd in de grootste stad van de Canadese provincie Quebec vertegenwoordigd door een zeventien zwemmers (acht) en zwemsters (negen) tellende ploeg, onder wie medaillekandidate Marleen Veldhuis. Grote afwezigen waren kopman Pieter van den Hoogenband, die herstellende was van een hernia-operatie, en zijn collega-olympisch kampioen Inge de Bruijn, die een sabbatical had opgenomen. Om dezelfde reden ontbrak de Australische veelvraat Ian Thorpe.
Het had weinig gescheeld of Montreal had de organisatie van het tweejaarlijkse evenement moeten teruggeven. In januari 2005 concludeerde de FINA dat de Canadezen hun zaakjes financieel niet op orde hadden. Daarop dreigde de wereldzwembond het kampioenschap te verplaatsen. Onder meer Athene en Berlijn toonden interesse. Maar uiteindelijk hield de FINA vast aan Montreal, toen bleek dat de Noord-Amerikanen alsnog orde op zaken stelden.

## Medailles

### Legenda
- WR = Wereldrecord
- CR = Kampioenschapsrecord

### Mannen
| Onderdeel            | Goud | Goud       | Zilver | Zilver   | Brons                                                                                              | Brons    |
| -------------------- | --- | ---------- | --- | -------- | -------------------------------------------------------------------------------------------------- | -------- |
| Vrije slag           | |            | |          | |          |
| 50 m                 | Roland Schoeman Zuid-Afrika | 21,69 CR   | Duje Draganja Kroatië | 21,89    | Bartosz Kizierowski Polen                                                                          | 21,94    |
| 100 m                | Filippo Magnini Italië | 48,12 CR   | Roland Schoeman Zuid-Afrika | 48,28    | Ryk Neethling Zuid-Afrika                                                                          | 48,34    |
| 200 m                | Michael Phelps Verenigde Staten                                                                                                | 1.45,20    | Grant Hackett Australië | 1.46,14  | Ryk Neethling Zuid-Afrika                                                                          | 1.46,63  |
| 400 m                | Grant Hackett Australië | 3.42,91    | Joeri Priloekov Rusland | 3.44,44  | Oussama Mellouli Tunesië                                                                           | 3.46,08  |
| 800 m                | Grant Hackett Australië | 7.38,65 WR | Larsen Jensen Verenigde Staten | 7.45,63  | Joeri Priloekov Rusland                                                                            | 7.46,64  |
| 1500 m               | Grant Hackett Australië | 14.42,58   | Larsen Jensen Verenigde Staten | 14.47,58 | David Davies Verenigd Koninkrijk                                                                   | 14.48,11 |
| Rugslag              | |            | |          | |          |
| 50 m                 | Aristeidis Grigoriadis Griekenland                                                                                             | 24,95      | Matt Welsh Australië | 24,99    | Liam Tancock Verenigd Koninkrijk                                                                   | 25,02    |
| 100 m                | Aaron Peirsol Verenigde Staten                                                                                                 | 53,62      | Randall Bal Verenigde Staten | 54,04    | László Cseh Hongarije                                                                              | 54,27    |
| 200 m                | Aaron Peirsol Verenigde Staten                                                                                                 | 1.54,66 WR | Markus Rogan Oostenrijk | 1.56,63  | Ryan Lochte Verenigde Staten                                                                       | 1.57,00  |
| Schoolslag           | |            | |          | |          |
| 50 m                 | Mark Warnecke Duitsland | 27,63      | Mark Gangloff Verenigde Staten | 27,71    | Kosuke Kitajima Japan                                                                              | 27,78    |
| 100 m                | Brendan Hansen Verenigde Staten                                                                                                | 59,37 CR   | Kosuke Kitajima Japan | 59,53    | Hugues Duboscq Frankrijk                                                                           | 1.00,20  |
| 200 m                | Brendan Hansen Verenigde Staten                                                                                                | 2.09,85    | Mike Brown Canada | 2.11,22  | Genki Imamura Japan                                                                                | 2.11,54  |
| Vlinderslag          | |            | |          | |          |
| 50 m                 | Roland Schoeman Zuid-Afrika | 22,96 WR   | Ian Crocker Verenigde Staten | 23,12    | Sergij Breoes Oekraïne                                                                             | 23,38    |
| 100 m                | Ian Crocker Verenigde Staten                                                                                                   | 50,40 WR   | Michael Phelps Verenigde Staten                                                                                                   | 51,65    | Andrij Serdinov Oekraïne                                                                           | 52,08    |
| 200 m                | Paweł Korzeniowski Polen | 1.55,02    | Takeshi Matsuda Japan | 1.55,62  | Wu Peng China                                                                                      | 1.56,50  |
| Wisselslag           | |            | |          | |          |
| 200 m                | Michael Phelps Verenigde Staten                                                                                                | 1.56,68    | László Cseh Hongarije | 1.57,61  | Ryan Lochte Verenigde Staten                                                                       | 1.57,79  |
| 400 m                | László Cseh Hongarije | 4.09,63    | Luca Marin Italië | 4.11,67  | Oussama Mellouli Tunesië                                                                           | 4.13,47  |
| Vrije slag estafette | |            | |          | |          |
| 4×100 m              | Verenigde Staten Michael Phelps Neil Walker Nate Dusing Jason Lezak Benjamin Wildman-Tobriner* Garrett Weber-Gale*             | 3.13,77 CR | Canada Yannick Lupien Rick Say Mike Mintenko Brent Hayden                                                                         | 3.16,44  | Australië Michael Klim Andrew Mewing Leith Brodie Patrick Murphy                                   | 3.17,56  |
| 4×200 m              | Verenigde Staten Michael Phelps Ryan Lochte Peter Vanderkaay Klete Keller Jayme Cramer* Matthew McGinnis*                      | 7.06,58    | Canada Brent Hayden Colin Russell Rick Say Andrew Hurd                                                                            | 7.09,73  | Australië Nicholas Sprenger Patrick Murphy Andrew Mewing Grant Hackett Brendon Hughes* Adam Lucas* | 7.10,59  |
| Wisselslagestafette  | |            | |          | |          |
| 4×100 m              | Verenigde Staten Aaron Peirsol Brendan Hansen Ian Crocker Jason Lezak Randall Bal* Mark Gangloff* Michael Phelps* Neil Walker* | 3.31,85    | Rusland Arkadi Vjatsjanin Dmitri Komornikov Igor Martsjenko Andrej Kapralov Grigori Falko* Jevgeni Korotysjkin* Jevgeni Lagoenov* | 3.35,08  | Japan Tomomi Morita Kosuke Kitajima Ryo Takayasu Daisuke Hosokawa Hisayoshi Sato*                  | 3.35,40  |

* Zwemmers van wie de namen schuingedrukt staan zwommen enkel in de series.

### Vrouwen
| Onderdeel            | Goud | Goud       | Zilver | Zilver   | Brons | Brons           |
| -------------------- | --- | ---------- | --- | -------- | --- | --------------- |
| Vrije slag           | |            | |          | |                 |
| 50 m                 | Libby Lenton Australië | 24,59      | Marleen Veldhuis Nederland | 24,83    | Zhu Yingwen China                                                                                        | 24,91           |
| 100 m                | Jodie Henry Australië | 54,18      | Malia Metella Frankrijk Natalie Coughlin Verenigde Staten                                                                       | 54,74    | Niet uitgereikt                                                                                          | Niet uitgereikt |
| 200 m                | Solenne Figuès Frankrijk | 1.58,60    | Federica Pellegrini Italië | 1.58.73  | Yang Yu China Josefin Lillhage Zweden                                                                    | 1.59,08         |
| 400 m                | Laure Manaudou Frankrijk | 4.06,44    | Ai Shibata Japan | 4.06,74  | Caitlin McClatchey Verenigd Koninkrijk                                                                   | 4.07,25         |
| 800 m                | Kate Ziegler Verenigde Staten | 8.25,31    | Brittany Reimer Canada | 8.27,59  | Ai Shibata Japan                                                                                         | 8.27,86         |
| 1500 m               | Kate Ziegler Verenigde Staten | 16.00,41   | Flavia Rigamonti Zwitserland | 16.04,34 | Brittany Reimer Canada                                                                                   | 16.07,73        |
| Rugslag              | |            | |          | |                 |
| 50 m                 | Giaan Rooney Australië | 28,63      | Gao Chang China | 28,69    | Antje Buschschulte Duitsland                                                                             | 28,72           |
| 100 m                | Kirsty Coventry Zimbabwe | 1.00,24    | Antje Buschschulte Duitsland | 1.00,84  | Natalie Coughlin Verenigde Staten                                                                        | 1.00,88         |
| 200 m                | Kirsty Coventry Zimbabwe | 2.08,52    | Margaret Hoelzer Verenigde Staten                                                                                               | 2.09,94  | Reiko Nakamura Japan                                                                                     | 2.10,41         |
| Schoolslag           | |            | |          | |                 |
| 50 m                 | Jade Edmistone Australië | 30,45 WR   | Jessica Hardy Verenigde Staten                                                                                                  | 30,85    | Brooke Hanson Australië                                                                                  | 30,89           |
| 100 m                | Leisel Jones Australië | 1.06,25    | Jessica Hardy Verenigde Staten                                                                                                  | 1.06,42  | Tara Kirk Verenigde Staten                                                                               | 1.07,43         |
| 200 m                | Leisel Jones Australië | 2.21,72 WR | Anne Poleska Duitsland | 2.25,84  | Mirna Jukić Oostenrijk                                                                                   | 2.27,11         |
| Vlinderslag          | |            | |          | |                 |
| 50 m                 | Danni Miatke Australië | 26,11      | Anna-Karin Kammerling Zweden | 26,36    | Therese Alshammar Zweden                                                                                 | 26,39           |
| 100 m                | Jessicah Schipper Australië | 57,23 CR   | Libby Lenton Australië | 57,37    | Otylia Jędrzejczak Polen                                                                                 | 58,57           |
| 200 m                | Otylia Jędrzejczak Polen | 2.05,61 WR | Jessicah Schipper Australië | 2.05,65  | Yuko Nakanishi Japan                                                                                     | 2.09,40         |
| Wisselslag           | |            | |          | |                 |
| 200 m                | Katie Hoff Verenigde Staten | 2.10,41 CR | Kirsty Coventry Zimbabwe | 2.11,13  | Lara Carroll Australië                                                                                   | 2.13,31         |
| 400 m                | Katie Hoff Verenigde Staten | 4.36,07 CR | Kirsty Coventry Zimbabwe | 4.39,72  | Kaitlin Sandeno Verenigde Staten                                                                         | 4.40,85         |
| Vrije slag estafette | |            | |          | |                 |
| 4×100 m              | Australië Jodie Henry Alice Mills Shayne Reese Libby Lenton Sophie Edington*                                                     | 3.37,32 CR | Duitsland Petra Dallmann Antje Buschschulte Annika Liebs Daniela Götz Meike Freitag*                                            | 3.38,24  | Verenigde Staten Natalie Coughlin Kara Lynn Joyce Lacey Nymeyer Amanda Weir Emily Silver* Mary Descenza* | 3.38,31         |
| 4×200 m              | Verenigde Staten Natalie Coughlin Katie Hoff Whitney Myers Kaitlin Sandeno Mary Descenza* Caroline Burckle* Rachel Komisarz*     | 7.53,70 CR | Australië Libby Lenton Shayne Reese Bronte Barratt Linda Mackenzie Millie Mitchell* Lara Davenport*                             | 7.54,06  | China Zhu Yingwen Pang Jiaying Zhou Yafei Yang Yu Tang Jingzhi*                                          | 7.54,29         |
| Wisselslagestafette  | |            | |          | |                 |
| 4×100 m              | Australië Sophie Edington Leisel Jones Jessicah Schipper Libby Lenton Giaan Rooney* Brooke Hanson* Felicity Galvez* Jodie Henry* | 3.57,47 CR | Verenigde Staten Natalie Coughlin Jessica Hardy Rachel Komisarz Amanda Weir Jeri Moss* Tara Kirk* Mary Descenza* Lacey Nymeyer* | 3.59,92  | Duitsland Antje Buschschulte Sarah Poewe Annika Mehlhorn Daniela Götz                                    | 4.02,51         |

* Zwemsters van wie de namen schuingedrukt staan zwommen enkel in de series.

## Medailleklassement
| Plaats | Land                | Goud | Zilver | Brons | Totaal |
| 1      | Verenigde Staten    | 15   | 11     | 6     | 32     |
| 2      | Australië           | 13   | 5      | 4     | 22     |
| 3      | Zimbabwe            | 2    | 2      | 0     | 4      |
| 4      | Zuid-Afrika         | 2    | 1      | 2     | 5      |
| 5      | Frankrijk           | 2    | 1      | 1     | 4      |
| 6      | Polen               | 2    | 0      | 2     | 4      |
| 7      | Duitsland           | 1    | 3      | 2     | 6      |
| 8      | Italië              | 1    | 2      | 0     | 3      |
| 9      | Hongarije           | 1    | 1      | 1     | 3      |
| 10     | Griekenland         | 1    | 0      | 0     | 1      |
| 11     | Canada              | 0    | 4      | 1     | 5      |
| 12     | Japan               | 0    | 3      | 6     | 9      |
| 13     | Rusland             | 0    | 2      | 1     | 3      |
| 14     | China               | 0    | 1      | 4     | 5      |
| 15     | Zweden              | 0    | 1      | 2     | 3      |
| 16     | Oostenrijk          | 0    | 1      | 1     | 2      |
| 17     | Kroatië             | 0    | 1      | 0     | 1      |
| 17     | Nederland           | 0    | 1      | 0     | 1      |
| 17     | Zwitserland         | 0    | 1      | 0     | 1      |
| 20     | Verenigd Koninkrijk | 0    | 0      | 3     | 3      |
| 21     | Tunesië             | 0    | 0      | 2     | 2      |
| 21     | Oekraïne            | 0    | 0      | 2     | 2      |
| Totaal | Totaal              | 40   | 41     | 40    | 121    |